# Ozyptila pauxilla
Ozyptila pauxilla es una especie de araña cangrejo del género Ozyptila, familia Thomisidae.

## Distribución
Esta especie se encuentra en el Mediterráneo occidental.